# Efecto sustitución
En microeconomía y en particular en la teoría del consumidor, se conoce como efecto sustitución a uno de los efectos que provoca la variación del precio de un producto sobre su demanda.
Todo cambio en el precio de un producto produce un cambio en la cantidad demandada, que puede ser separado en un "efecto renta" (también denominado efecto ingreso) y un "efecto sustitución", siendo el efecto total la suma de ambos, el "efecto precio".
Cuando el precio de un bien se modifica, se produce un encarecimiento o abaratamiento del bien modificado en comparación con los otros bienes, lo que provoca una atracción o rechazo hacia su demanda, incrementando o disminuyendo su consumo. Este efecto siempre causa que el consumidor sustituya el producto que ha incrementado en precio por el otro con el cual se está comparando. 
Si es un bien normal (o superior) entonces el efecto renta refuerza el efecto sustitución. Si el bien es inferior, el efecto renta va a disminuir el efecto sustitución. Si el efecto renta es opuesto y más fuerte que el efecto sustitución, el consumidor comprará más del bien cuando es más costoso. Este último ejemplo es generalmente aceptado como el de un bien Giffen.

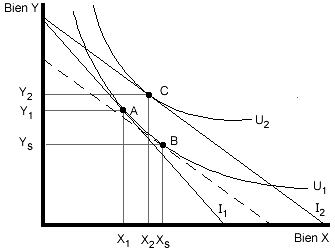
La gráfica describe el efecto de una bajada del precio del bien X, sobre el consumo del mismo, descrito según el modelo de Hicks.

## Cuantificación del efecto sustitución
La cuantificación del efecto sustitución se puede realizar siguiendo las teorías de Hicks y Slutsky que analizaron este fenómeno:

### Descripción del efecto sustitución según Hicks
La gráfica anterior, parte de un equilibrio de un consumidor en el punto A,  caracterizado por que su recta de balance, I1, es tangente a la curva de indiferencia U1. Una disminución del precio del bien X, hace girar la recta de balance hacia I2. Esta bajada del precio provoca un nuevo equilibrio en el punto C, este desplazamiento desde A hasta C es el efecto precio. El citado desplazamiento puede ser descompuesto, estableciendo un punto intermedio, el punto B. El punto B, describe el efecto sustitución según Hicks, y es el resultado del giro de la recta de balance I1, para hacerse paralela a la recta I2, pero a la vez continúa siendo tangente a la curva de indiferencia original U1. El efecto sustitución se encuentra en la diferencia entre los cantidades  {\displaystyle x_{1}} a {\displaystyle x_{S}}.
Hicks considera que el efecto sustitución es el que se provoca cuando se mantiene la misma renta y esto se produce cuando se mantiene la utilidad y por tanto cuando el consumidor sigue permaneciendo en la misma curva de indiferencia.

### Descripción del efecto sustitución según Slutsky
La cuantificación del efecto sustitución según Slutsky es diferente, parte de que el consumidor mantiene su renta cuando puede seguir alcanzando la misma combinación de bienes que tenía inicialmente, por tanto hace girar la recta de balance para hacerla paralela a la recta definitiva, pero este giro lo hace pivotando sobre el punto de equilibrio inicial.